# Ceylonfluitlijster
De ceylonfluitlijster (Myophonus blighi) is een zangvogel uit de familie Muscicapidae (vliegenvangers). Het is een bedreigde, endemische vogelsoort in Sri Lanka.

## Kenmerken

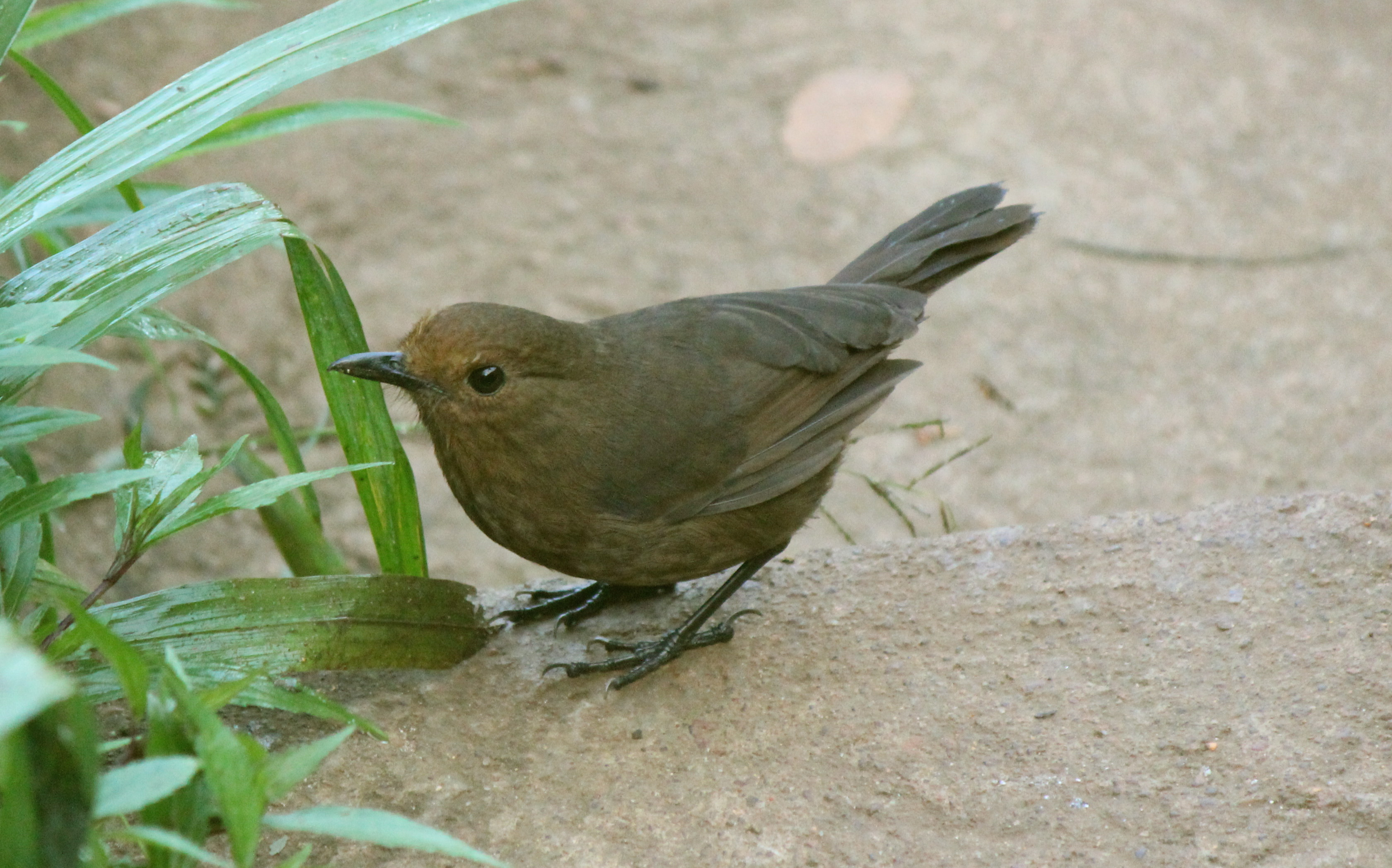
Vrouwtje ceylonfluitlijster

De vogel is 20 cm lang. Het mannetje is donker bruinzwart met een donkerblauwe glans vooral rond het oog en de ondervleugeldekveren. Het vrouwtje is dofbruin met een blauw vlekje op de bovenvleugel.

## Verspreiding en leefgebied
Deze soort is endemisch in het centrale bergland van Sri Lanka. Het is een zeer lastig waar te nemen vogelsoort die leeft in het verborgene in dicht bergbos in rotsig gebied met ravijnen, boven de 900 m boven zeeniveau.

## Status
De ceylonfluitlijster heeft een beperkt verspreidingsgebied en daardoor is de kans op uitsterven aanwezig. De grootte van de populatie werd in 2012 door BirdLife International geschat op 600 tot 1700 volwassen individuen en de populatie-aantallen nemen af door habitatverlies. Het leefgebied wordt aangetast door ontbossing waarbij natuurlijk bos wordt omgezet in gebied voor agrarisch gebruik en mijnbouwactiviteiten. Om deze redenen staat deze soort als bedreigd op de Rode Lijst van de IUCN.